# San Andrés Duraznal
San Andrés Duraznal è un comune del Messico, situato nello stato di Chiapas.